# Radara inoa
Radara inoa är en fjärilsart som beskrevs av William Schaus 1916. Radara inoa ingår i släktet Radara och familjen nattflyn. Inga underarter finns listade.